# Дежак, Жозеф
Жозеф Дежак (фр. Joseph Déjacque; 27 декабря 1821 — 1864) — французский анархо-коммунист (один из самых ранних представителей этого движения), поэт и писатель. Противник частной собственности на средства производства, постройки, землю и всё, что касается распределения.
Дежак был первым, кто начал использовать термин «либертарный» (в 1857 году, в письме к П. Ж. Прудону с критикой последнего за сексистские нападки на феминистское движение и поддержку идеи частной собственности и рыночной экономики).

## Жизнь

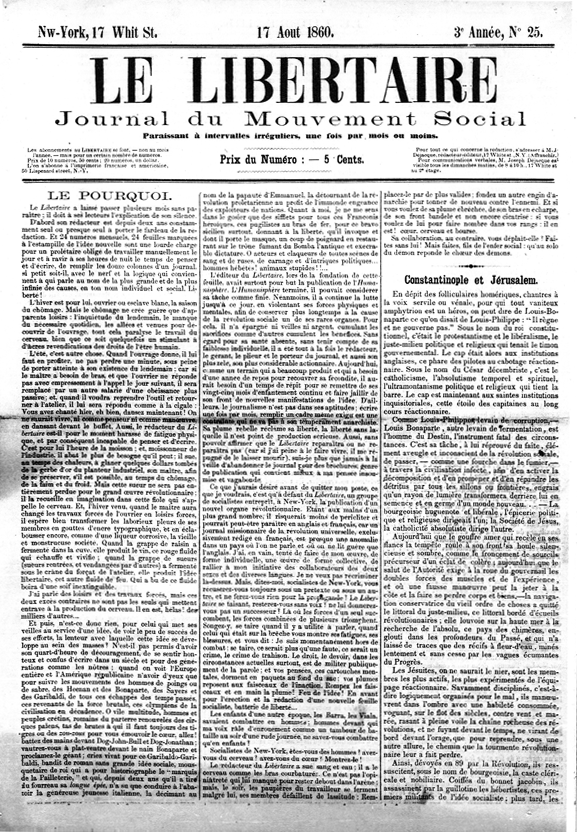
«Либертарий, журнал общественного движения» (Le Libertaire, Journal du mouvement social). Нью-Йорк, 17 августа 1860.

Происхождение Дежака неизвестно. Впервые он упоминается в связи с арестами после революционного восстания во Франции в 1848 году, по обвинению в распространении социалистической пропаганды. В 1851-м он снова попадает в тюрьму за свой сборник прозы и стихов «Les Lazaréennes, Fables et Poésies Sociales». Он бежит в Лондон и затем в США в декабре 1851 года, во время государственного переворота. В Джерси он публикует труд по анархизму «La question révolutionnaire». В США он также занимался агитаторской деятельностью, выступая на собраниях рабочих и подписал программу Первого Интернационала в 1855 году.
В Новом Орлеане он оставался с 1856-го по 1858-й гг., где написал свою анархистскую утопию «L’Humanisphère, Utopie anarchique», однако не смог найти для неё издателя. По возвращении в Нью Йорк он основал газету «Le Libertaire, Journal du Mouvement social», в которой публиковал свою утопию по частям. «Либертарий» была первой анархо-коммунистической газетой, изданной на территории США и помимо теории, освещала политические события во Франции и Америке. Пребывание в США завершилось, когда его разрешение на труд было окончено из-за экономического кризиса, вызванного гражданской войной в стране. Он вернулся в Париж через Лондон, где был амнистирован. Через несколько лет он умер в нищете и безвестности.
«Жозеф Дежак опередил своё время. Он сочинял поэзию и песни, продвигая свои передовые анархистские идеи, к которым он пришёл ещё до рождения анархистского движения. Он по-братски критиковал Прудона за то, что тот не смог довести свои мысли до логического заключения. Его идеи были откровенно анархистскими, революционными и коммунистическими, и, вместе с тем, утверждали значимость освобождения личности. Во многом он был провозвестником и анархо-коммунизма, и индивидуалистического анархизма. Его свела с ума невыносимая нищета, и он умер в Париже в 1864 г.» (Песня и революционная пролетарская политика во Франции, Ник Хит).

## Влияние
Считается, что Дежак оказал значительное влияние на становление взглядов П. А. Кропоткина. Сам же он, очевидно, находился под сильным впечатлением не только от трудов Прудона, но и от утопических спекуляций Шарля Фурье. Популяризация идей Дежака на рубеже 19 / 20-го столетий произошла во многом благодаря американской газете «Freiheit», Максу Неттлау («Очерки по истории анархических идей») и Г. Ландауэру.

## Цитаты
«It is not the product of his or her labor that the worker has a right to, but to the satisfaction of his or her needs, whatever may be their nature.» (По "Anarchism: A Documentary History of Libertarian Ideas — Volume One: From Anarchy to Anarchism (300CE-1939), издатель — Robert Graham).
«Вперёд, все вместе! Руками и сердцем, словом и пером, ножом и ружьём, иронией и проклятьем, грабежом, отравлением и поджогом, мы ведём… войну против общества!» (По Daily Bleed’s).

## Сочинения
- Les Lazaréennes, fables et poésies sociales, Paris, Chez l’Auteur, 37 rue Descartes, In-8. 47 p., 1851
- Discours prononcé le 26 juillet 1853 sur la tombe de Louise Julien, proscrite, Almanach des Femmes, Women’s Almanach for 1854, 
Londres-Jersey, 1853—1854
- La question révolutionnaire, New-York, 1854
- О человеке мужском и женском. Письмо П.-Ж. Прудону Архивная копия от 6 октября 2016 на Wayback Machine (De l'être-humain mâle et femelle. Lettre à P.J. Proudhon), 1857
- Les Lazaréennes, 1857
- Béranger au pilori, La Nouvelle-Orléans, 1857
- L’Humanisphère, utopie anarchique, New-York, 1857
- Le Libertaire, Journal du mouvement social, New-York, 1858 −1861, 27 номеров
- Le Circulus dans l’Universalité, n° 8 и 9, 1858—1859
- L’autorité — La Dictature, n° 12, 1859 (перепечатано в A bas les Chefs !, 1971)
- L’Organisation du travail, n° 22, 24, 26, 1860
- Lettre à Pierre Vésinier, 1861